# Tehama County
Tehama County är ett county i den norra delen av delstaten Kalifornien i USA. Tehama County grundades år 1856. År 2010 hade Tehama totalt 63 463 invånare. Den administrativa huvudorten (county seat) är Red Bluff. 
Del av Lassen Volcanic nationalpark ligger i countyt. 

## Geografi
Enligt United States Census Bureau har countyt en total area på 7 672 km². 7 643 km² av den arean är land och 29 km² är vatten.

### Angränsande countyn
- Butte County, Kalifornien - syd
- Glenn County, Kalifornien - syd
- Mendocino County, Kalifornien - sydväst
- Trinity County, Kalifornien - väst
- Shasta County, Kalifornien - nord
- Plumas County, Kalifornien - öst

### Orter
- Capay
- Corning
- Gerber-Las Flores
- Kirkwood
- Lake California
- Los Molinos
- Manton
- Mill Creek
- Mineral
- Paskenta
- Rancho Tehama Reserve
- Red Bluff
- Tehama